# Galeriegrab von Beckum-Dalmer

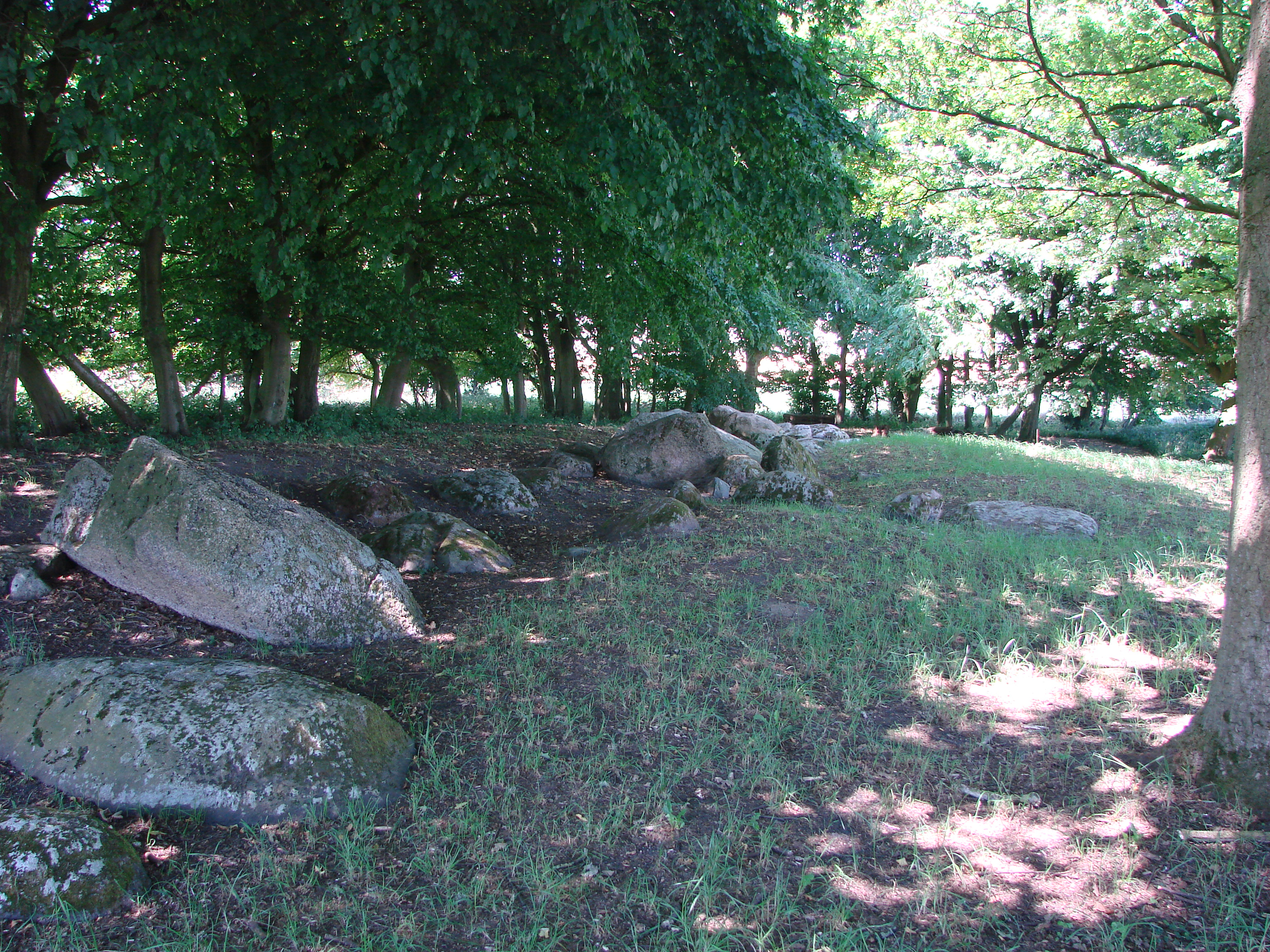
Galeriegrab Beckum-Dalmer

Das Galeriegrab von Beckum-Dalmer (auch Beckum 2 genannt) liegt in der Bauerschaft Dalmer südlich von Beckum im Kreis Warendorf, inmitten der Westfälischen Bucht in Nordrhein-Westfalen. Es ist das nordwestlichste und zugleich westlichste erhaltene Galeriegrab Deutschlands. Die meisten Vertreter dieser Gattung liegen in Ostwestfalen und Nordhessen.

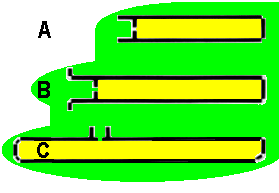
Grundrisse von Galerien am Beispiel dreier Anlagen aus der Nekropole von Warburg; Beckum-Dalmer entspricht etwa dem Typ C

## Beschreibung
Die Megalithanlage aus der Jungsteinzeit wurde von der Trichterbecherkultur (TBK) zwischen 3500 und 2800 v. Chr. errichtet. Neolithische Monumente sind Ausdruck der Kultur und Ideologie neolithischer Gesellschaften. Ihre Entstehung und Funktion gelten als Kennzeichen der sozialen Entwicklung.
Bei der Anlage handelt es sich um eine lange, nordwest-südost-orientierte Galerie vom Typ Rimbeck, deren Zugang sich in der Mitte der Nordost-Seite befindet. Die Anlage weist – als einzige – mittig einen schwachen Knick auf. Eine astronomische Orientierung wird diskutiert. Auffällig war aber lediglich die Orientierung des Zugangs, der wie in „Hiddingsen“ auf die nördliche Aufgangsbahn des Mondes gerichtet zu sein scheint. Die Galerie besteht wie die Großsteingräber im Landkreis Osnabrück und die etwa 80 km entfernten Teufelsteine von Heiden aus Findlingen. Das nächstgelegene Galeriegrab (Hiddingsen bei Soest) und die anderen Anlagen des Typs bestehen dagegen aus Steinplatten oder -blöcken.
Die Beckumer Galerie ist noch relativ vollständig. Einige Tragsteine und die meisten Decksteine fehlen, aber Form und Abmessung der Anlage sind gut zu erkennen. Ein Teil der Tragsteine ist verschoben. Die Länge der Kammer beträgt 27 m, ihre Breite etwa 1,5 m. Vom Zugang in der Mitte der Nordostseite sind zwei Tragsteine und ein Deckstein erhalten.

## Filme
- Nicole Fenneker: Galeriegräber Beckum Dalmer vor 5000 Jahren. In: YouTube. 19. November 2009 (11. August 2013), abgerufen am 25. September 2022.
- Leo Klinke: Die Ausgrabungen am Megalithgrab von Beckum-Dalmer. LWL-Archäologie für Westfalen. In: YouTube. 6. April 2022, abgerufen am 25. September 2022.